# Strongylodon crassifolius
Strongylodon crassifolius är en ärtväxtart som beskrevs av Janet Russell Perkins. Strongylodon crassifolius ingår i släktet Strongylodon och familjen ärtväxter. IUCN kategoriserar arten globalt som otillräckligt studerad. Inga underarter finns listade i Catalogue of Life.